# Portugal International 1994
Die Portugal International 1994 fanden vom 14. bis zum 16. Januar 1994 in Lissabon statt. Es war die 29. Auflage dieser internationalen Titelkämpfe von Portugal im Badminton.

## Sieger und Platzierte
| Disziplin    | Gold                                | Silber                            | Bronze                                |
| ------------ | ----------------------------------- | --------------------------------- | ------------------------------------- |
| Herreneinzel | Martin Lundgaard Hansen             | Jan Jørgensen                     | Hannes Fuchs                          |
| Herreneinzel | Martin Lundgaard Hansen             | Jan Jørgensen                     | Fernando Silva                        |
| Dameneinzel  | Marina Yakusheva                    | Irina Serova                      | Andrea Dakó                           |
| Dameneinzel  | Marina Yakusheva                    | Irina Serova                      | Andrea Harsági                        |
| Herrendoppel | Thomas Damgaard Jan Jørgensen       | Ricardo Fernandes Fernando Silva  | Steve Bish Steve Isaac                |
| Herrendoppel | Thomas Damgaard Jan Jørgensen       | Ricardo Fernandes Fernando Silva  | Ernesto García Arturo Ruiz            |
| Damendoppel  | Helene Kirkegaard Rikke Olsen       | Andrea Dakó Andrea Harsági        | Ana Ferreira Marina Yakusheva         |
| Damendoppel  | Helene Kirkegaard Rikke Olsen       | Andrea Dakó Andrea Harsági        | Helena Berimbau Anabela Goncalves     |
| Mixed        | Martin Lundgaard Hansen Rikke Olsen | Thomas Damgaard Helene Kirkegaard | Vladislav Tikhomirov Marina Yakusheva |
| Mixed        | Martin Lundgaard Hansen Rikke Olsen | Thomas Damgaard Helene Kirkegaard | Fernando Silva Sonia Lopes            |

## Finalergebnisse
| Disziplin    | Sieger                              | Finalist                          | Ergebnis    |
| ------------ | ----------------------------------- | --------------------------------- | ----------- |
| Herreneinzel | Martin Lundgaard Hansen             | Jan Jørgensen                     | 15-6, 15-8  |
| Dameneinzel  | Irina Yakusheva                     | Irina Serova                      | 12-11, 11-7 |
| Herrendoppel | Thomas Damgaard Jan Jørgensen       | Ricardo Fernandes Fernando Silva  | 15-7, 15-10 |
| Damendoppel  | Rikke Olsen Helene Kirkegaard       | Andrea Dakó Andrea Harsági        | 15-6, 15-0  |
| Mixed        | Martin Lundgaard Hansen Rikke Olsen | Thomas Damgaard Helene Kirkegaard | 15-12, 15-7 |